# The Gathering (албум)
The Gathering је први студијски албум израелског Психоделични тренс дуа Infected Mushroom. Објављен је 28. априла 1999. за издавачку кућу YoYo Records. Албум је комбинација психоделичног тренса и гоа стилова који су били карактеристични за електронску музику тих година. Сам назив албума имплицира намјеру да се на једном мјесту скупи филмска музика и музика за видео-игре који су, по члановима бенда, били важни током деведесетих и да на основу њих праве своју музику. Омот албума дизајнирао је израелски умјетник Ејал Б.

## Узорци
- Release Me садржи семпл из филма Дан независности (1996)
- The Gathering садржи семпл из серијала видео игрица Grand Theft Auto
- Return Of The Shadows садржи семпл из филма Звездане стазе VI: Неоткривена земља (1991)
- Psycho садржи семпл из филма Звездане стазе: Први контакт (1996), као и из филма Бетмен и Робин (1997)
- Tommy The Bat садржи семпл из пјесме Tommy the Cat групе Primus (одакле је дјеломично и назив пјесме) као и из филма Острво доктора Мороа (1996)
- Over Mode такође садржи семпл из филма Острво доктора Мороа

## Списак пјесама
1. Release Me — 8:28
2. The Gathering — 7:43
3. Return Of The Shadows — 8:13
4. Blue Muppet — 8:08
5. Psycho — 8:38
6. Montoya Rmx — 8:20
7. Tommy The Bat — 7:29
8. Virtual Voyage — 8:24
9. Over Mode — 8:35